# Psilomerus simplex
Psilomerus simplex är en skalbaggsart som beskrevs av Aurivillius 1924. Psilomerus simplex ingår i släktet Psilomerus och familjen långhorningar. Inga underarter finns listade i Catalogue of Life.